# Lemnitz
Lemnitz é um município da Alemanha localizado no distrito de Saale-Orla, estado de Turíngia.
Pertence ao Verwaltungsgemeinschaft de Triptis.

## Demografia
Evolução da população (31 de dezembro):
| - 1879 – 173 - 1994 – 424 - 1995 – 426 - 1996 – 389 - 1997 – 410 | - 1998 – 412 - 1999 – 410 - 2000 – 416 - 2001 – 419 - 2002 – 418 | - 2003 – 413 - 2004 – 423 - 2005 – 418 |

Fonte a partir de 1994: Thüringer Landesamt für Statistik